# الشهامة (أسوان)
قرية الشهامة هي إحدى القرى التابعة لمركز إدفو في محافظة أسوان في جمهورية مصر العربية.